# Аруна білогруда
Ару́на білогруда (Myiornis albiventris) — вид горобцеподібних птахів родини тиранових (Tyrannidae). Мешкає в Андах.

## Опис
Довжина птаха становить 7 см, вага 5-6 г. Навколо очей бліді кільця, від дзьоба до скронь ідуть сіруваті плями у формі півмісяця. Лоб і тім'я оливково-зелені, потилиця має коричневий відтінок. Крила темні зі світло-оливково-зеленими краями, хвіст темний. Горло і верхня частина грудей білуваті, поцятковані світло-сірими плямами, решта нижньої частини тіла біла, боки і нижня частина живота мають жовтувато-оливковий відтінок. Райдужки червоні, дзьоб чорнуватий, лапи тілесного кольору. Виду не притаманний статевий диморфізм.

## Поширення і екологія
Білогруді аруни мешкають в передгір'ях на схід від Анд в Перу і Болівії, у 2010 році були зафіксовані в Еквадорі. Вони живуть в нижньому і середньому ярусах вологих тропічних лісів. Зустрічаються на висоті від 400 до 1200 м над рівнем моря. Живляться комахами.